# Pont de Saint-Florent-le-Vieil
Le pont de Saint-Florent-le-Vieil est un pont routier à haubans permettant de traverser la Loire entre Mauges-sur-Loire (Maine-et-Loire) et l'île Batailleuse. Avec le pont de Varades, il permet de rejoindre Mauges-sur-Loire à Loireauxence (Loire-Atlantique), dans les Pays de la Loire en France.

## Histoire
Vers 1850, William Arnous-Rivière, conseiller général de Loire-Atlantique, commande à ses frais une étude sur la construction d'un pont entre Saint-Florent-le-Vieil et Varades. Une levée est commencée le 24 mai 1851 sur l'île Batailleuse par Joseph Cesbron de la Guérinière, maire de Saint-Florent.
L'ensemble achevé se compose de deux ouvrages : un premier pont de trois arches, long de 200 mètres, au-dessus du bras de Saint-Florent, et le second pont de quatre arches, long de 300 mètres au-dessus du bras principal, à Varades. Les deux ouvrages sont reliés par une levée curviligne sur l'île Batailleuse.
Le 6 mai 1852, les évêques d'Angers et de Nantes bénissent le pont, en présence des préfets des deux départements.
Lors de la Seconde guerre mondiale, le pont est détruit, en 1940. Il est rétabli dès 1954, inauguré le 11 novembre par Diomède Catroux. Le pont actuel a été construit en 1966.

## Descriptif
Cet ouvrage est constitué de deux travées de 104 m chacune, soutenues par un haubanage latéral en éventail.
Le tablier mesure 207,90 mètres de long et l'unique pile atteint 28 mètres de hauteur, l'ouvrage est bâti en béton armé et en acier en 1966 par l'entreprise Baudin Chateauneuf.

## Sources et références
1. 1 2 3  Structurae
2. 1 2 3 4  Port 1996, p. 67.
3. ↑  « Pont de Saint-Florent le Vieil (1966) », sur piles.setra.equipement.gouv.fr, 5 novembre 2007.